# Stessi battiti
Stessi battiti è un film del 2022 scritto e diretto da Roberto Gasparro.

## Produzione
Prodotto da 35mm Produzioni in collaborazione con Film Commission Torino Piemonte col sostegno della fondazione La Memoria Viva, il film è stato interamente girato nel Canavese tra i comuni di Rivara e Ozegna nei mesi di novembre e dicembre 2021.

## Colonna sonora
La colonna sonora è stata composta, orchestrata e diretta da Carmine Padula presso gli studi Splash di Napoli con l'Orchestra Suoni del Sud. In concomitanza con l'uscita al cinema del film, viene pubblicato l'album contenente le musiche originali composte per il film.

## Cameo
Nel film fa un breve cameo Claudio Chiappucci, che farà da motivatore al protagonista prima della gara finale.

## Distribuzione
Il film è uscito nelle sale cinematografiche italiane l'8 Giugno 2022.